# Opisthorchioidea
Die Echinostomoidea (Syn. Heterophyoidea) sind eine Überfamilie der Saugwürmer. Sie sind die einzige Unterfamilie der Unterordnung Opisthorchiata. Die Überfamilie ist weltweit verbreitet und lebt als Parasit in Fischen, Reptilien, Vögeln und Säugetieren, selten bei Amphibien. Typgattung ist Opisthorchis.

## Merkmale
Die Körperform ist sehr variabel. Die Außenhülle (Tegument) ist typischerweise mit Dornen besetzt („bewaffnet“), häufig schuppenartig. Ein Augenfleck ist typischerweise vorhanden. Der Mundsaugnapf liegt am Vorderende (terminal) oder etwas hinter dem Vorderende auf der Unterseite (subterminal). Der Bauchsaugnapf ist in verschiedener Ausprägung stets vorhanden. Der Pharynx (Mundraum) ist gut entwickelt. Er setzt sich in den Ösophagus (Speiseröhre) fort und dieser teilt sich meist im vorderen Körperabschnitt in zwei, gewöhnlich blind endende Därme (Ceca), selten ist nur ein Blinddarm ausgebildet, sehr selten hat dieser auch einen Anus.
Die beiden Hoden liegen entweder neben- oder hintereinander, meist im hinteren Teil des Körpers, manchmal ist nur ein Hoden ausgebildet. Das Samenbläschen (Vesicula seminalis) liegt meist im Vorderkörper. Die Pars prostatica (Prostata-Teil) ist schwach entwickelt. Der männliche Geschlechtsgang kann sich rückenseitig des Bauchsaugnapfs mit dem Uterus vereinigen, so dass ein Zwittergang entsteht. Cirrus und Cirrussack fehlen. Die Geschlechtsöffnung liegt im vorderen Körperabschnitt nahe des Bauchsaugnapfs, manchmal ist die männliche von der weiblichen getrennt. Die weiblichen Keimdrüsen (Ovarien) liegen meist vor den Hoden im Hinterkörper. Das Receptaculum seminis ist üblicherweise röhrenförmig, der Laurer-Kanal vorhanden. Der Uterus ist stark gewunden und liegt zumeist vollständig im Hinterkörper. Die Eier sind meist bedeckelt, haben also ein Operculum. Der Dotterstock (Vitellarium) liegt gewöhnlich in zwei Strängen beidseitig im hinteren Körper.

## Familien
Die Überfamilie enthält drei Familien:
- Cryptogonimidae Ward, 1917 (obsolete Synonyme:[3] Acanthocollaritrematidae, Acanthostomidae, Isocoelidae, Siphoderidae)
- Heterophyidae Leiper, 1909 (obsolete Synonyme:[3] Diplotrematidae, Galactosomatidae, Stictodoridae, Tetracladiidae)
- Opisthorchiidae Looss, 1899 (obsolete Synonyme:[3] Liliatrematidae, Pachytrematidae)

## Bestimmungsschlüssel
Die Familien können nach folgendem Schlüssel identifiziert werden:
- Genital- oder Ventrogenitalsack vorhanden, im Darm von fisch- oder froschfressenden Vögeln und Säugetieren, gelegentlich bei Echten Welsen: Heterophyidae
- Genital- oder Ventrogenitalsack fehlend
  - Hoden nahe dem Hinterende, Uterus größtenteils davor, kein Gonotyl, in Leber und Gallengängen von Vögeln und Säugetieren oder Darmkanal von Reptilien und Knochenfischen: Opisthorchiidae
  - Hoden entfernt vom Hinterende, Uterus meist weit bis hinter diese, Gonotyl meist vorhanden, im Darm (selten Gallenblase oder Körperhöhle) von Fischen und Reptilien, selten Amphibien: Cryptogonimidae